# Paulo Moura (jornalista)
Paulo Manuel Pires Machado Moura Antunes (Porto, 27 de dezembro de 1959) é autor e jornalista português.

## Biografia
Paulo Moura é filho de Jaime Moura Botelho Antunes e de Maria Alzira de Moura Pires Machado.
Licenciou-se em História pela Faculdade de Letras da Universidade do Porto, em 1984 e concluiu o curso em Comunicação Social pela Escola Superior de Jornalismo do Porto, em 1989. Lecionou História e Português no ensino secundário. Actualmente, na Escola Superior de Comunicação Social em Lisboa, lecciona  Atelie de Imprensa, Reportagem e Jornalismo Literário.
Paulo Moura é um escritor e repórter freelance português. Durante 23 anos, foi jornalista do Público, diário com que mantém uma colaboração regular. Entre 1989 e 1992 trabalhou na secção Internacional daquele jornal. Durante o período de 1993 a 1995 foi correspondente permanente nos Estados Unidos, Canadá e México. De volta a Portugal, colaborou com as secções de Cultura, Sociedade e Media, tendo passado para a redacção da revista Pública, revista de domingo daquele diário, em 1997. Entre 1999 e 2000 assumiu o cargo de editor desta publicação.    Em 2000, voltou a ser jornalista da Pública e da secção «Internacional». Destacou-se com as suas reportagens no Afeganistão, Argélia, Caxemira, China, Tchetchénia, Haiti, Iraque, Sudão, Egipto, Líbia, Kosovo, entre muitos outros países.
Paulo Moura publicou várias reportagens em revistas internacionais, como a Harper's Magazine, a New York Times, o Courrier Internacional, a Lettre International Deutschland, a Lettre Romania, a World Media e Néon.

## Prémios
Paulo Moura foi galardoado com vários prémios de jornalismo, entre os quais se destacam:  
- Prémio Direitos Humanos e Integração da Comissão Nacional da UNESCO, pela reportagem A Revolução virá do Campo, realizada na China (2013)
- Prémio Gazeta de Jornalismo, atribuído pelo Clube de Jornalistas, pelo conjunto de reportagens sob o título Diário da Primavera Árabe, realizadas no Egipto e na Líbia (2012)
- Primeiro Prémio “Jornalismo Contra a Indiferença” da Fundação AMI – Assistência    Médica Internacional, com a reportagem Darfur – Epitáfio para Dois Milhões de Vivos, realizada no Sudão (2005)
- Finalista  (short list) do Lettre Ulysses Award for the Art of Reportage, Berlim (2004)
- Segundo Prémio Lorenzo Natali For Journalism, da Comissão Europeia, Bruxelas (2004)
- Grande Prémio Imigração e Minorias Étnicas: Jornalismo pela Tolerância, do Alto Comissariado para a Imigração e Minorias Étnicas, com duas reportagens sobre imigrantes ilegais sub-saarianos tentando alcançar a Europa (2003)
- Prémio de Jornalismo “O Futuro da Europa”, atribuído pela Comissão Europeia, com o conjunto de reportagens “As Novas Fronteiras da Europa”, realizadas na Jugoslávia, Bulgária, Roménia, Polónia, Hungria e Ucrânia. (2001)
- Grande Prémio de Reportagem Escrita do Clube Português de Imprensa com a reportagem “O Segredo da Cartuxa”, sobre o Convento de Santa Maria Scala Coeli, em Évora (2001)
- Grande Prémio de Reportagem Escrita do Clube Português de Imprensa com a reportagem “O Segredo do País dos Mouros”, sobre a escravatura na Mauritânia (1998)
- Grande Prémio de Reportagem Escrita do Clube Português de Imprensa com um conjunto de reportagens sobre a Rússia e a guerra da Tchetchénia (1996)
- Grande Prémio de Reportagem da  Fundação Luso-Americana para o Desenvolvimento (FLAD) com um conjunto de reportagens sobre a visita do Papa João Paulo II ao Colorado, nos EUA (1994) [1].

## Obras
Paulo Moura é autor de vários livros:
- «Passaporte para o céu». www.leyaonline.com, Dom Quixote, 2006
- «1147 O Tesouro de Lisboa». www.esferadoslivros.pt. Consultado em 6 de setembro de 2013. Arquivado do original em 1 de julho de 2014, A Esfera dos Livros, 2006
- «O Segredo da Cartuxa». pedradalua.weebly.com, Pedra da Lua, 2007
- «O fim das miragens». www.leyaonline.com, Dom Quixote, 2007
- «Otelo, o Revolucionário». www.leyaonline.com, Dom Quixote, 2012
- «Longe do Mar». ffms.pt. Consultado em 25 de julho de 2014. Arquivado do original em 29 de julho de 2014, Fundação Francisco Manuel dos Santos, 2014
- «Extremo Ocidental: Uma Viagem de Moto pela Costa Portuguesa, de Caminha a Monte Gordo». elsinore.pt, 2016
- «Depois do Fim: Crónica dos Primeiros 25 Anos da Guerra de Civilizações». elsinore.pt, 2016
- «As Guerras de Fátima: Como as Visões da Irmã Lúcia Mudaram a Política Mundial». elsinore.pt, 2017
- «Uma Casa em Mossul»Objectiva, 2018